# Afeganistão nos Jogos Olímpicos de Verão de 1936
O Afeganistão participou dos Jogos Olímpicos de Verão de 1936 em Berlim, na Alemanha. Foi sua primeira participação na história dos Jogos.
Em sua estréia, o Afeganistão enviou 14 atletas para a disputa no atletismo e no hóquei sobre a grama.

## Desempenho

### Atletismo(2 atletas)
Masculino
| Atletas       | Evento             | Preliminares | Preliminares | Quartas-de-final | Quartas-de-final | Semifinal   | Semifinal   | Final       | Final       |
| Atletas       | Evento             | Marca        | Posição      | Marca            | Posição          | Marca       | Posição     | Marca       | Posição     |
| ------------- | ------------------ | ------------ | ------------ | ---------------- | ---------------- | ----------- | ----------- | ----------- | ----------- |
| Mohammad Khan | 100 metros         |              | 6º           | Não avançou      | Não avançou      | Não avançou | Não avançou | Não avançou | Não avançou |
| Mohammad Khan | Salto em distância |              | —            | Não avançou      | Não avançou      | Não avançou | Não avançou | Não avançou | Não avançou |
| Abdul Rahim   | Arremesso de peso  |              | —            | Não avançou      | Não avançou      | Não avançou | Não avançou | Não avançou | Não avançou |

### Hóquei sobre a grama(12 atletas)
Masculino
| Equipe | Fase de grupos                         | Fase de grupos | Semifinal              | Final                  | Classificação final |
| Equipe | Adversário e resultado                 | Posição        | Adversário e resultado | Adversário e resultado | Classificação final |
| --- | -------------------------------------- | -------------- | ---------------------- | ---------------------- | ------------------- |
| - Hussain Fazal - Jammal-ud-Din Affendi - Mian Farooq Shah - Mohammad Asif Shazada - Mohammad Sultan - Saadat Malook Shazada - Sardar Abdul Wahib - Sayed Ali Atta - Sayed Ali Babaci - Sayed Mohammad Ayub - Shuja ud-Din - Zahir Shah Al-Zadah | DNK Dinamarca E 6-6 GER Alemanha D 1-4 | 2º (Grupo B)   | Não avançou            | Não avançou            | —                   |